# Aplicație web
O aplicație web este un program care rulează într-o arhitectură client-server folosind tehnologiile deschise World Wide Web. Ele înlocuiesc modelele în care atât serverul cât și clientul rulează tehnologii proprietar, mentenanța aplicațiilor de pe partea de client fiind prea complexă, costisitoare și susceptibilă la erori. În schimb, omniprezența browserelor web și comoditatea de a le folosi drept client conduce la eliminarea acestei mari probleme. Astfel, au evoluat și pe partea de server serverele de aplicații, iar pe lângă limbajele de programare au apărut frameworkuri și tehnologii dedicate programării acestora.
Webul a apărut la început cu scopul de a distribui documente, inițial în cadrul său apărând protocolul HTTP și formatul HTML. Prima dezvoltare în direcția folosirii unui server web a fost apariția CGI⁠(en)[traduceți] la începutul anilor 1990. CGI permitea rularea unor scripturi pe server, care să genereze un răspuns dinamic în format HTML. Pasul următor a fost transformarea acestor documente HTML în interfețe dinamice cu utilizatorul, prin crearea de către Netscape a limbajului JavaScript, care este dedicat scriptării comportamentului browserului și introducerea de elemente dinamice; tot în acea perioadă, Sun a asociat limbajului Java capabilitatea de a rula mici aplicații scrise în acest limbaj și denumite appleți într-un plugin al browserului, iar Macromedia a inventat Flash, o tehnologie ce făcea posibil același lucru. În ultimii ani ai secolului al XX-lea, funcționalitatea limbajului JavaScript a fost extinsă semnificativ prin introducerea API-ului XmlHttpRequest, prin care se putea programa efectuarea și procesarea răspunsurilor la mici cereri HTTP dintr-o pagină web, fără a reîncărca întreaga pagină. Inițial, datele acestor mici cereri erau transferate de la client la server predominant în format XML, ceea ce a dus la denumirea de AJAX (Advanced JavaScript And XML), deși ulterior, pe măsură ce limbajele de programare server-side au introdus suportul, a început să fie preferat standardul JSON (obiecte JavaScript serializate).
Pe partea de server, CGI a fost urmat de apariția specificației Java Servlet, inclusă apoi în Java Enterprise Edition, ceea ce a făcut ca Java să devină limbaj de programare dominant în cadrul aplicațiilor web pe partea de server. Alte limbaje de programare dedicate programării server-side au fost ASP (dezvoltat de Microsoft) și PHP (proiect open-source), și apoi Ruby.
Anii 2010 au adus o mult-așteptată extindere a standardului HTML, cu HTML5, care impune browserelor implementarea internă a multor funcționalități care până atunci fuseseră apanajul exclusiv al pluginurilor dezvoltate de terți, iar dezvoltarea explozivă a smartphone-urilor a dus mai întâi la o lipsă de browsere web cu funcționalități similare celor pentru calculatoare și deci la dezvoltarea de aplicații client dedicate fiecărei aplicații web.